# Autoroute A 351
Die Autoroute A 351 ist eine französische Stadtautobahn mit Beginn in Strasbourg und Ende in Wolfisheim. Dabei hat die Autobahn heute eine Länge von 5,0 km.

## Planung
Eine Verlängerung der Autobahn bis nach Ittenheim ist geplant. Nach Abschluss der Arbeiten wird die Autobahn eine Länge von insgesamt 11,0 km haben.
Ab 2021 soll die N 4, die in Wolfisheim in die A 351 übergeht, bis Ittenheim autobahnähnlich ausgebaut werden. In Ittenheim wird es ab demselben Jahr ein Verkehrskreuz zu der neuen A 355 geben. An dem Verkehrskreuz wird sich der Verkehrsservice-Bereich mit Straßenmeisterei und Mautbereich befinden.

## Geschichte
- 1972: Eröffnung Strasbourg-centre – Strasbourg-Hautepierre (A 35 – Abfahrt 3)
- 1984: Eröffnung Strasbourg-Hautepierre – Wolfisheim (Abfahrt 3 – N 4)

## Großstädte an der Autobahn
- Straßburg